# Hirth HM 508

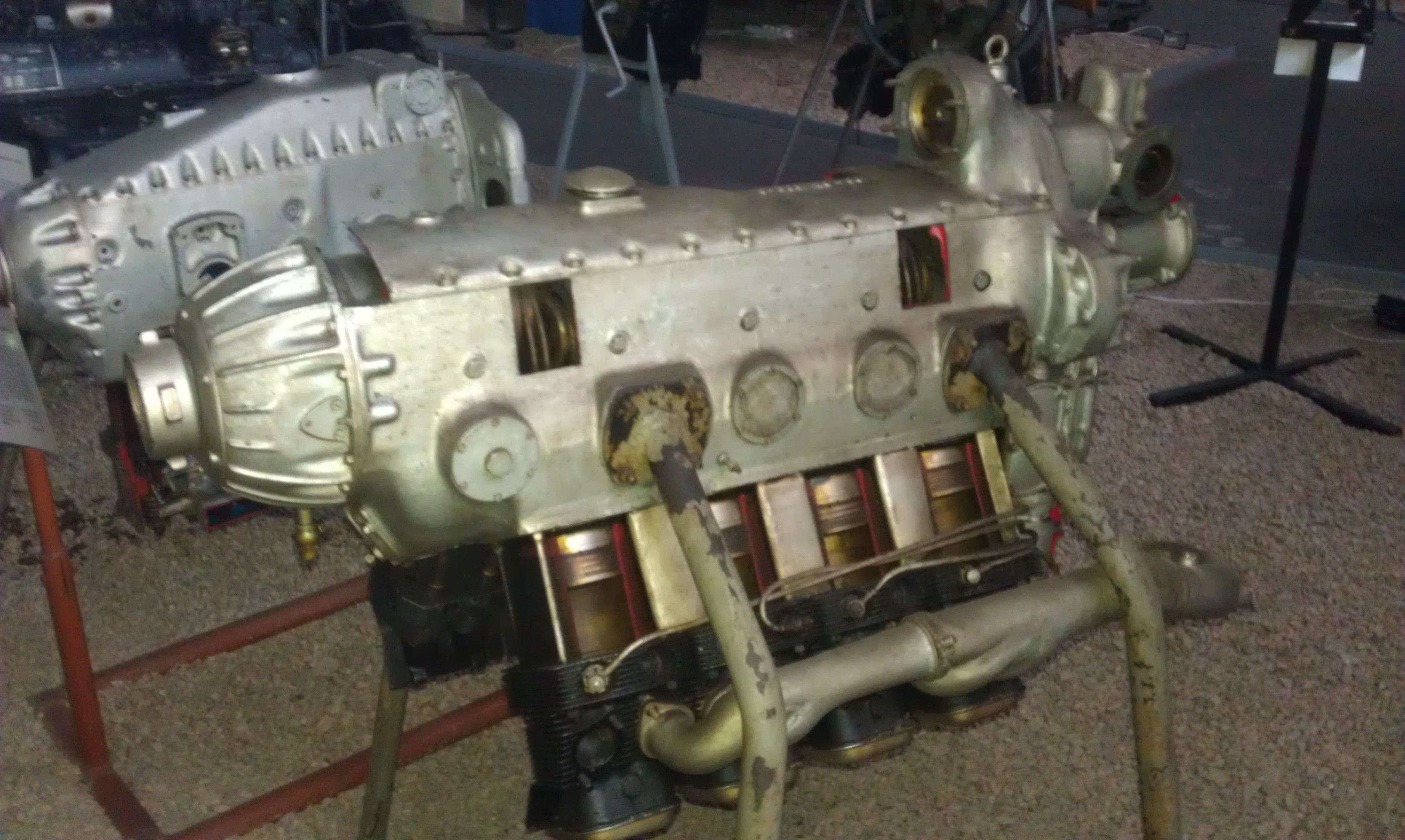
HM 508 als Schnittmodell im Luftfahrtmuseum Krakau

Der Hirth HM 508 entstand 1936/37 bei der Hirth Motoren GmbH in Stuttgart-Zuffenhausen. Es handelte sich um einen luftgekühlten Achtzylinder-V-Motor mit 60° Bankwinkel, hängenden Zylindern (Kurbelwelle oben), Propellergetriebe und einem mechanischen Lader. Letztlich setzte sich das Triebwerk nicht durch und der Argus As 10 wurde der Standardmotor in dieser Klasse.

## Varianten
HM 508APrototyp mit einer Leistung von 240 PS
HM 508Cerste Serien-Version mit einem Höhenlader von 8,8-facher Übersetzung und 270 PS Startleistung. Verwendung in der viermotorigen Heinkel He 116, aber auch in der Bf 108 C, die den bestehenden Klassen-Höhenweltrekord von 7985 m mit 9125 m überbot
HM 508Dmit einem Bodenlader und einer Startleistung von 280 PS – z. T. wohl auch in der Focke-Wulf Fw 58 verwendet
HM 508Emit einer Startleistung von 240 PS in den wenigen zweimotorigen Gotha Go 146
HM 508Hverbrauchsoptimierte Version mit 240 PS Startleistung, die in der zweimotorigen Siebel Fh 104 und der Langstreckenrekordmaschine Heinkel He 116 V3 zum Einsatz kam
HM 508JBezeichnung einer Version mit Verstellpropeller

## Der Vorläufer Hirth HM 8
Ein Vorläufer mit 225 PS Leistung wurde unter der Bezeichnung Hirth HM 8a (auch 8U) beim Europarundflug 1934 neben dem 215-PS-Argus-AS-17A-Motor in acht der 13 von deutscher Seite an den Start gebrachten Maschinen eingesetzt. Von den drei noch unter der Bezeichnung BFW M 37 gestarteten Messerschmitt Bf 108 mit Hirth-Motor erreichte Theo Osterkamp als zweitbester Deutscher Platz 5 vor seinem Markengefährten Werner Junck. Bester Deutscher wurde Hans Seidemann als Dritter auf einer Fieseler Fi 97 mit Argus-Motor. Von diesem Typ kamen alle fünf Maschinen ins Ziel, die mit Hirth-Motor auf die Plätze 9, 13 und 16. Alle vier Klemm Kl 36 – davon zwei mit Hirth-Motor – schieden jedoch aus.

## Verwendung in italienischen Prototypen
Ein Ambrosini-SAI.7-Rennflugzeug, angetrieben von einem Hirth-HM-508D-Motor, errang am 27. August 1939 einen neuen Klassenweltrekord über 100 km auf einem geschlossenen Kurs mit 403,9 km/h. Im Juni 1940 wurde der HM-508D-Motor auch in die Prototypen der italienischen Beobachtungsflugzeuge IMAM Ro.63 und AVIS C.4 eingebaut. Hirth 508 erhielten auch der Prototyp und sechs Serienmaschinen des Trainers Nardi FN.315, von denen zwei an die Schweiz geliefert wurden.

## Technische Daten
| Kenngröße        | HM 508C                      | HM 508D–1                    | HM 508H–1                    |
| ---------------- | ---------------------------- | ---------------------------- | ---------------------------- |
| Startleistung    | 270 PS (199 kW) bei 3000/min | 280 PS (206 kW) bei 3100/min | 240 PS (177 kW) bei 3000/min |
| Steigleistung    | 245 PS (180 kW) bei 2900/min | 255 PS (188 kW) bei 2990/min | 215 PS (158 kW) bei 2900/min |
| Dauerleistung    | 215 PS (158 kW) bei 2785/min | 225 kW (306 PS) bei 2875/min | 190 kW (258 PS) bei 2780/min |
| Zündfolge        | 1–6–3–5–4–7–2–8              | 1–6–3–5–4–7–2–8              | 1–6–3–5–4–7–2–8              |
| Zylinderhubraum  | 0,995 l                      | 0,995 l                      | 0,995 l                      |
| Gesamthubraum    | 7,960 l                      | 7,960 l                      | 7,960 l                      |
| Hub              | 115 mm                       | 115 mm                       | 115 mm                       |
| Bohrung          | 105 mm                       | 105 mm                       | 105 mm                       |
| Verdichtung      | 6,2:1                        | 6,2:1                        | 6,2:1                        |
| Laderübersetzung | 8,8-fach                     | 4,47-fach                    | 3,86-fach                    |
| Vollgashöhe      | 3000 m                       | 0 m                          | 0 m                          |
| Länge            | 1312 mm (ohne Nabe)          | 1289 mm (ohne Nabe)          | 1290 mm (ohne Nabe)          |
| Breite           | 683 mm                       | 683 mm                       | 680 mm                       |
| Höhe             | 827 mm                       | 815 mm                       | 820 mm                       |
| Kraftstoff       | mind. 87 Oktan               | mind. 87 Oktan               | mind. 80 Oktan               |
| Trockenmasse     | 215 kg                       | 208 kg                       | 205 kg                       |
| Einbaumasse      | 252 kg                       | 246 kg                       | 230 kg                       |